# Landencross
De Landencross was een internationale veldloopcompetitie die gehouden werd van 1903 tot en met 1972, met uitzondering van de oorlogsjaren 1915-1919 en 1940-1945. De Landencross was ook bekend als de Cross der Naties of als de "officieuze" wereldkampioenschappen veldlopen (in het Engels: International Cross Country Championships). In 1973 werd de organisatie voortgezet door de IAAF als wereldkampioenschappen veldlopen.
De eerste Landencross vond plaats op 28 maart 1903 in Hamilton in Schotland en was een competitie tussen Engeland, Schotland, Wales en Ierland. Vanaf 1907 deed ook Frankrijk mee, in 1923 sloot België aan, Luxemburg, Spanje en Zwitserland volgden in 1929, Nederland in 1950. De volgende jaren sloten meer en meer landen aan bij het kampioenschap. Drie atleten wonnen de wedstrijd vier keer: Jack Holden (Engeland), Alain Mimoun (Frankrijk) en Gaston Roelants (België).
Het kampioenschap voor vrouwen werd voor het eerst georganiseerd in 1967, al waren er ook voordien al vrouwencompetities geweest.

## Winnaars (mannen) vanaf 1950
| Jaar | Plaats           | Winnaar individueel |     | Tweede individueel       |     | Derde individueel    |     | Winnaar landenklassement |
| ---- | ---------------- | ------------------- | --- | ------------------------ | --- | -------------------- | --- | ------------------------ |
| 1950 | Brussel          | Lucien Theys        | BEL | Alain Mimoun             | FRA | Mohamed Hamza        | FRA | Frankrijk                |
| 1951 | Caerleon         | Geoff Saunders      | ENG | Frank Aaron              | ENG | Charles Cérou        | FRA | Engeland                 |
| 1952 | Hamilton         | Alain Mimoun        | FRA | Marcel Vandewattyne      | BEL | Abdelkader Driss     | FRA | Frankrijk                |
| 1953 | Parijs/Vincennes | Franjo Mihalic      | YUG | Frank Sando              | ENG | Abdallah Ould Lamine | FRA | Engeland                 |
| 1954 | Birmingham       | Alain Mimoun        | FRA | Ken Norris               | ENG | Pat Ranger           | ENG | Engeland                 |
| 1955 | San Sebastián    | Frank Sando         | ENG | Hugh Foord               | ENG | Ken Norris           | ENG | Engeland                 |
| 1956 | Belfast          | Alain Mimoun        | FRA | Ken Norris & Frank Sando | ENG |                      |     | Frankrijk                |
| 1957 | Waregem          | Frank Sando         | ENG | Basil Heatley            | ENG | Ken Norris           | ENG | België                   |
| 1958 | Cardiff          | Stan Eldon          | ENG | Alain Mimoun             | FRA | Frank Sando          | ENG | Engeland                 |
| 1959 | Lissabon         | Fred Norris         | ENG | Frank Sando              | ENG | Salah Beddiaf        | FRA | Engeland                 |
| 1960 | Hamilton         | Rhadi Benabdesselem | MAR | Gaston Roelants          | BEL | John Merriman        | WAL | Engeland                 |
| 1961 | Nantes           | Basil Heatley       | ENG | Antonio Amoros           | ESP | Martin Hyman         | ENG | België                   |
| 1962 | Sheffield        | Gaston Roelants     | BEL | Marcel Vandewattyne      | BEL | Mel Batty            | ENG | Engeland                 |
| 1963 | San Sebastián    | Roy Fowler          | ENG | Gaston Roelants          | BEL | Mariano Haro         | ESP | België                   |
| 1964 | Dublin           | Francisco Aritmendi | ESP | Ron Hill                 | ENG | John Cooke           | ENG | Engeland                 |
| 1965 | Oostende         | Jean Fayolle        | FRA | Mel Batty                | ENG | Mohamed Gammoudi     | TUN | Engeland                 |
| 1966 | Rabat            | Benassou El Ghazi   | MAR | Derek Graham             | NIR | Tracy Smith          | USA | Engeland                 |
| 1967 | Barry            | Gaston Roelants     | BEL | Tim Johnston             | ENG | Bryan Rose           | NZL | Engeland                 |
| 1968 | Tunis            | Mohamed Gammoudi    | TUN | Ron Hill                 | ENG | Roy Fowler           | ENG | Engeland                 |
| 1969 | Clydebank        | Gaston Roelants     | BEL | Dick Taylor              | ENG | Ian McCafferty       | SCO | Engeland                 |
| 1970 | Vichy            | Mike Tagg           | ENG | Gaston Roelants          | BEL | Trevor Wright        | ENG | Engeland                 |
| 1971 | San Sebastián    | Dave Bedford        | ENG | Trevor Wright            | ENG | Eddie Gray           | NZL | Engeland                 |
| 1972 | Cambridge        | Gaston Roelants     | BEL | Mariano Haro             | ESP | Ian Stewart          | SCO | Engeland                 |